# نادي باربار
نادي باربار البحريني من أندية الدوري البحريني لكرة اليد، تأسس نادي باربار الثقافي والرياضي سنة 1964م، بقرية باربار بمملكة البحرين.
وقد وحصل على عدد 6 بطولات من الدوري، وفاز باربار بلقب بطولة الكأس كأول ناد قروي ومن خارج العاصمة وذلك في موسم 2003/2004 بعد عام واحد فقط من تحقيقه أول لقب على مستوى الدرجة الأولى بتحقيقه بطولة الدوري. وكان آخر لقب له في موسم 2018-19 وخسر مباراة السوبر البحريني الإماراتي لكرة اليد في نسخته الثالثة أمام فريق الشارقة الإماراتي بالكأس في اللقاء 27/ 26.

## إنجازات
- بطل دوري الاتحاد للدرجة الأولى 6 مرات واخرها في موسم 2018-19
- بطل دوري الدرجة الثانية في موسم 1993/1994
- بطل كأس الاتحاد للدرجة الأولى في موسم 2002/2003
- بطل دوري الشباب + كاس الشباب لعام 2010 \2011
- ثالث اندية اسيا في عام 2004
- بطل دوري الاتحاد للشباب تحت (20) سنه..3 مرات
- بطل كأس الاتحاد للشباب تحت (20) سنه .. 4مرات
- بطل دوري الاتحاد للناشئين تحت (17) سنه.. 3 مرات
- بطل كأس الاتحاد للناشئين تحت (17) سنه .. 5 مرات
- بطل دوري الاتحاد للأشبال تحت (17) سنه.. 4 مرات
- بطل كأس الاتحاد للأشبال تحت (17) سنه .. 3 مرات
- بطل دوري التجمعات .. مرة واحدة
- بطل دوري المهرجانات .. مرتين
- وصيف كاس الناشئين لعام 2011 / 2012
- بطل كأس الشباب لعام 2011 / 2012